# Застрожная, Ольга Кирилловна
Ольга Кирилловна Застрожная (род. 10 мая 1944 года, Тамбов, РСФСР, СССР) — российский государственный деятель. Кандидат юридических наук.

## Биография
В 1967 году окончила Воронежский государственный университет им. Ленинского комсомола по специальности «правоведение», в 1970 году там же окончила аспирантуру.
В 1973 году защитила диссертацию на соискание ученой степени кандидата юридических наук на тему : «Функция контроля в деятельности местных Советов депутатов трудящихся и их аппарата».
Автор научных трудов по административному и избирательному праву.
В 1967—1969 — инструктор организационного отдела исполкома Центрального района города Воронежа.
В 1970—1990 — преподаватель, старший преподаватель, доцент кафедры государственного права и советского строительства Воронежского государственного университета.
В 1990—1993 — заместитель председателя Воронежского городского Совета народных депутатов.
В 1993—1994 — депутат Государственной Думы ФС РФ первого созыва от блока «Выбор России», член комитета по законодательству и судебно-правовой реформе.
С марта 1994 года — член инициативной группы партии «Демократический выбор России».
23 декабря 1994 назначена членом ЦИК России по квоте Государственной Думы ФС РФ, в связи с чем 5 апреля 1995 года сложила полномочия депутата.
15 марта 1999 назначена членом ЦИК России Президентом РФ, 24 марта 1999 избрана Секретарём ЦИК России, 12 ноября 2002 года избрана заместителем председателя ЦИК России.
12 февраля 2003 назначена членом ЦИК России Государственной Думой ФС РФ, 26 марта 2003 г. избрана Секретарём ЦИК России.
26 марта 2007 завершила деятельность в ЦИК России в связи с окончанием срока полномочий.

## Награды
- Орден Почёта
- Заслуженный юрист Российской Федерации
- Почётная грамота Центральной избирательной комиссии Российской Федерации